# Charles B. Griffith
Charles Byron Griffith (Chicago, 23 settembre 1930 – San Diego, 28 settembre 2007) è stato uno sceneggiatore, attore, regista e produttore cinematografico statunitense.

## Filmografia parziale

### Sceneggiatore
- Il mercenario della morte (Gunslinger) (1956)
- Il conquistatore del mondo (It Conquered the World) (1956) - non accreditato
- La carne e lo sperone (Flesh and the Spur) (1956)
- Paradiso nudo (Naked Paradise) (1957)
- L'assalto dei granchi giganti (Attack of the Crab Monsters) (1957)
- Il vampiro del pianeta rosso (Not of This Earth) (1957)
- La sopravvissuta (The Undead) (1957)
- Rock tutta la notte (Rock All Night) (1957)
- Il fantasma dei mari della Cina (Ghost of the China Sea) (1958)
- Il tesoro dell'isola proibita (Forbidden Island) (1959)
- Un secchio di sangue (A Bucket of Blood) (1959)
- Beast from Haunted Cave (1959)
- Assalto della fanteria di montagna (Ski Troop Attack) (1960)
- La piccola bottega degli orrori (The Little Shop of Horrors) (1960)
- Atlas, il trionfatore di Atene (Atlas) (1961)
- La creatura del mare fantasma (Creature from the Haunted Sea) (1961)
- La sorella di Satana (The She Beast) anche noto come Il lago di Satana (1966)
- I selvaggi (The Wild Angels) (1966)
- Facce senza Dio (Devil's Angels) (1967)
- Raptus erotico (The Swinging Barmaids) (1975)
- Dr. Heckyl and Mr. Hype (1980)
- Il regno dei malvagi stregoni (Wizards of the Lost Kingdom II) (1989)

### Attore
- Il conquistatore del mondo (It Conquered the World), regia di Roger Corman (1956)
- L'assalto dei granchi giganti (Attack of the Crab Monsters), regia di Roger Corman (1957) - non accreditato
- Il vampiro del pianeta rosso (Not of This Earth), regia di Roger Corman (1957) - non accreditato
- Atlas, il trionfatore di Atene (Atlas), regia di Roger Corman (1961) - non accreditato
- La sorella di Satana (Revenge of the Blood Beast), regia di Mike Reeves (1966) - non accreditato
- Anno 2000 - La corsa della morte (Death Race 2000), regia di Paul Bartel (1975) - non accreditato
- Hollywood Boulevard, regia di Allan Arkush e Joe Dante (1976)
- Il ragazzo e il poliziotto (Smokey Bites the Dust), anche regista (1981) - non accreditato

### Regista
Regista
- Il tesoro dell'isola proibita (Forbidden Island) (1959)
- Eat My Dust (1976)
- Up from the Depths (1979)
- Dr. Heckyl and Mr. Hype (1980)
- Il ragazzo e il poliziotto (Smokey Bites the Dust) (1981)
- Il regno dei malvagi stregoni (Wizards of the Lost Kingdom II) (1989)

Regista di seconda unità/Assistente alla regia
- Il vampiro del pianeta rosso (Not of This Earth) (1957) - regista di seconda unità, non accreditato
- La piccola bottega degli orrori (The Little Shop of Horrors) (1960) - regista di seconda unità, non accreditato
- Atlas, il trionfatore di Atene (Atlas) (1961) - assistente alla regia
- I diavoli del gran prix (The Young Racers) (1963) - assistente alla regia
- Cinque per la gloria (The Secret Invasion) (1964) - assistente alla regia
- La sorella di Satana (The She Beast) (1966) - regista di seconda unità
- Anno 2000 - La corsa della morte (Death Race 2000) (1975) - regista di seconda unità

### Produttore
- Il fantasma dei mari della Cina (Ghost of the China Sea) (1958)
- Il tesoro dell'isola proibita (Forbidden Island) (1959)
- Atlas, il trionfatore di Atene (Atlas) (1961)